# Charles Edward Spearman
Charles Edward Spearman (1863-1945), psicòleg britànic molt important en els estudis referents a la intel·ligència humana i en la estadística. Va desenvolupar la teoria bifactorial de la intel·ligència i va proposar l'anàlisi factorial com a mètode d'anàlisi en la investigació.

## Biografia
Charles Spearman va néixer el 10 de setembre del 1863 a Londres, i va morir el 17 de setembre del 1945. Va ser un psicòleg britànic destacat pels estudis sobre la intel·ligència i les aptituds humanes.
Va estudiar a Alemanya i es va doctorar a Leipzig, on participà en el laboratori de Wundt, llavors novedós a la ciutat. Va ser professor i investigador a la University College de Londres (1907-1931).
En un article, publicat al 1904, va exposar la seva Teoria Bifactorial de la intel·ligència, segons ell l'execució de qualsevol activitat mental depèn de dos factors diferents, un és el factor general ‘’g’’ que es basa amb la intel·ligència comú i l'altre un factor específic ‘’s'’, que són les aptituds específiques.
Com a complement d'aquesta teoria, Spearman va desenvolupar una tècnica estadística coneguda com l'Anàlisi Factorial. També va aportar el coeficient de correlació ordinal que permet correlacionar dues variables per rangs en lloc de mesurar el rendiment separat en cada una d'elles.
Les seves dues obres més importants són The nature of intelligence and the principles of cognition (1923) i The abilities of man (1927)

## Aportacions a la psicologia i a l'estadística

### Teoria bifactorial de la intel·ligència

#### Fonaments
Les investigacions de Spearman van seguir les orientacions inicials de Galton, que considerava que la base de la intel·ligència estava en el funcionament dels processos bàsics més simples (sensorials i perceptius).
Spearman, va considerar que podem dividir la intel·ligència en dos components: un general o ‘’g’’ i un altre específic o ‘’s'’ per obtenir la puntuació en qualsevol mesura de intel·ligència a partir de qualsevol test de naturalesa cognitiva.
Un altre aspecte que Spearman va destacar és que la correlació que mostrava qualsevol parell de mesures de rendiment intel·lectual estava determinat pel nivell en que mesuraven la intel·ligència general. La correlació és el concepte que expressa el grau d'associació entre dues variables, segons el sentit de la relació d'aquestes en termes d'augment o disminució, i està compresa entre els valors -1 i 1. Podem classificar la correlació en positiva i negativa. La positiva o directa quan al augmentar una variable l'altre també ho fa i viceversa, i la negativa o inversa quan al augmentar una variable l'altre disminueix i viceversa. Evidentment, també podem trobar la correlació nul·la quan no existeix cap mena de relació entre les variables.
Per altra banda, també va destacar que qualsevol mesura d'intel·ligència presentava una porció g/s determinada i que a major proporció de g major correlació hi havia entre les proves.
Una altra idea fonamental de l'enfocament de Spearman era la consideració de la intel·ligència com una aptitud general o global que tenia una incidència en el bon resultat i rendiment en els tests, fos quina fos la naturalesa del tipus de test, és a dir, qualsevol test serveix per mesurar la intel·ligència sempre que estigui ben elaborat.

#### El factor ‘’g’’
En la teoria bifactorial de la intel·ligència de la qual la capacitat mental està determinada per un factor ‘g’ i per un nombre indeterminat de factors específics ‘s', cada factor específic està associat a un sistema particular de reaccions o de processos mentals i varien no solament entre individus sinó també en un mateix individu, en els quals podrien coexistir diferents ‘s' amb diferències importants. En canvi, el factor ‘g’ es general per tots els processos mentals de l'individu i es mantenen constants al llarg de la vida del subjecte. Així doncs, ‘g’ representa el total general de l'energia mental pròpia del subjecte i el factor ‘s' mostra l'eficiència de determinats mecanismes mentals específics. És per això que:
El factor ‘g’ esta determinat per la intel·ligència general, és a dir, es considera l'arrel de la intel·ligència que està present en totes les fases de la conducta.
El factor ‘’s'’ són les diferents habilitats o aptituds que té la persona per dur a terme una activitat determinada.
En referència a l'aplicabilitat del factor ‘g’, Spearman insistia que la mesura de ‘g’ era de màxima utilitat en l'orientació i la selecció de personal, ja que aquesta puntuació oferia un índex de la capacitat i potencialitat del subjecte.
Spearman creia que ‘g’ no estava localitzada en cap àrea específica del cervell sinó que era una propietat del cervell en conjunt. Dins del factor ‘g’ podem distingir unes propietats que la caracterítzen: és universal, té valor predictiu, és heretable, es desenvolupa en funció del medi i correlaciona amb les etapes de desenvolupament descrites per Piaget.
Spearman (1923) va plantejar dues propostes amb relació a la naturalesa de ‘’g’’. La primera feia referència a considerar les diferències individuals dins del factor ‘’g’’ en termes de diferències en els nivells d'energia mental que els individus poden necessitar per desenvolupar una tasca intel·lectual. La segona, fa referència a que les diferències individuals en el factor ‘’g’’ poden ser considerades com a diferències en les aptituds de les persones per utilitzar els principis que regeixen la ‘’Llei de la Neogenesis'’: La percepció de l'experència, inferència de les relacions i la inferència dels elements relacionats.

#### Llei de la Neogènesi
Per Spearman, la naturalesa dels items dels tests que mesuren la intel·ligència, no tenen importància, per ell la intel·ligència és la capacitat d'originar nous continguts a la ment, per això quan es refereix al funcionament de la intel·ligència introdueix el terme de neogènesi.
Per demostrar la seva teoria del funcionament de la intel·ligència va formular tres lleis i va realitzar prediccions verificades empíricament.
1. Percepció de l'experència. Una persona té major o menor capacitat d'observar el que succeeix a la seva pròpia ment. Existeixen diferències individuals en aquest tipus de consciència.
2. Inferència de les relacions. Tota persona que té a la seva ment dues o més idees posseeix una capacitat major o menor per descobrir les relacions essencials que existeix entre elles.
3. Inferència dels elements relacionats. Tota persona que té a la seva ment una idea acompanyada d'una relació posseeix una major o menor capacitat per generar la idea correlativa.

Aquestes lleis es poden aplicar a la resolució del diferents items d'un test d'intel·ligència, especialment quan són imparcials culturalment. A més, aquestes lleis són comuns a tots els processos cognitius dels individus. La dos últimes lleis, són les que millor caracteritzen la naturalesa del factor ‘g’.

### Anàlisi factorial
Charles Spearman, conjuntament amb Louis Leon Thurstone van crear el mètode de l'anàlisi factorial per facilitar la investigació.
L'anàlisi factorial (AF) és una tècnica estadística, utilitzada com a mètode d'investigació, que permet agrupar la variació d'un grup de variables patents en un conjunt de variables latents anomenades dimensions, components o factors, és a dir, la seva funció és reduir les variables observables a variables no observables. D'aquesta manera es redueix el volum de dades, sense perdre informació i simplificant la seva interpretació. Els factors (considerats dimensions classificatòries, elements reals o artefactes matemàtics) representen subconjunts de variables relacionades entre elles i que covarien conjuntament per un motiu comú.
Podem dir que en l'actualitat, l'AF es fa servir per identificar la quantitat de variabilitat compartida en un conjunt de variables correlacionades entre elles i reduir la seva dimensionalitat a factors.
Trobem dos tipus diferents d'anàlisi factorial:
1. Exploratori: s'investiga si es poden agrupar diverses variables en factors, sense partir de cap hipòtesi prèvia.
2. Confirmatori: existeix una teoria o hipòtesi sobre la relació entre unes variables observables i unes de latents que guien l'anàlisi.

A continuació es descriuen les etapes de la metodologia de l'AF: 
- Fase inicial o de preparació: es defineix el problema que es vol investigar amb revisió bibliogràfica i el disseny de l'estudi (mostreig de subjectes, definició de les mesures necessàries, els procediments per obtenir-los…). Es recull tot en una base de dades i partint de la classificació o puntuació dels subjectes en diverses variables es fa l'anàlisi correlacional.
- Fase de factorització: s'organitza la matriu de correlacions en matriu de factors mitjançant algoritmes matemàtics. Les matrius de factors resumeixen les variables observades en combinacions factorials tenint en compte la variabilitat compartida. Hi ha diversos mètodes d'extracció de factors que poden conduir a resultats factorials diferents.
- Fase de rotació: s'organitzen els factors eficientment en el seu mínim de número. La rotació dependrà de criteris matemàtics i del seu significat.
- Fase d'interpretació dels factors, sobre la base de la seva importància o càrrega factorial.

## Conseqüències empíriques
En qualsevol matriu de correlacions de mesura de rendiment i d'intel·ligència, totes les correlacions entre les diferents mesures seran positives. La causa és que totes comparteixen l'efecte del factor ‘g’ de la intel·ligència.
Un altre aspecte a tenir en compte, és el teorema de la indiferència de l'indicador: qualsevol tasca de rendiment cognitiu sigui del tipus, naturalesa i nivell que sigui, reflecteix l'efecte de la intel·ligència, per tant la intel·ligència es pot mesurar de forma molt diversa i d'aquí que els tests d'intel·ligència més adequats siguin combinacions d'items de naturalesa variada i heterogènia.
Cal considerar, que totes les correlacions es poden ordenar segons la proporció de ‘g/s' que afecten i que qualsevol conjunt de quatre correlacions complirà la ‘llei de les diferències tetràdiques': r12 * r34= r24’ que es va convertir en la base de l'anàlisi factorial.

## Aportacions a la psicologia diferencial de la intel·ligència
La teoria bifactorial de la intel·ligència ha introduït un raonament teòric, consistent i bàsic per la construcció de tests d'intel·ligència, procediments per analitzar les matrius de correlacions i descobrir els factors subjacents a partir de l'anàlisi factorial.
També, ha aportat elements per a comprendre la intel·ligència en termes d'un constructe d'entitat hipotètica. A més, va proposar que els efectes observats en les diferències individuals de les mesures empíriques de la intel·ligència es deuen a l'efecte d'una entitat teòrica comuna i va proposar la comprensió de la relació entre rendiment i intel·ligència sobre la base del funcionament dels processos de discriminació sensorial simple.

## Discussions
Un problema teòric important amb relació a la naturalesa de ‘g’ és conèixer si és un simple artefacte matemàtic (un factor), o si té un sentit o relació amb el fenomen natural de la intel·ligència independentment de l'anàlisi factorial. Spearman considerava la naturalesa del factor ‘g’ com un tipus d'energia electroquímica disponible pel cervell, essent aquesta disponibilitat diferent entre les persones. Les evidències empíriques, que van en aquesta direcció, constaten que ‘g’ correlaciona, millor que qualsevol altre index, amb una gran varietat de mesures independents de les mesures psicomètriques. S'han trobat valuoses dades sobre la heredabilitat de ‘g’, de l'efecte de la depressió endogàmica en les puntuacions de ‘g’ i relacions en les mesures de cronometria obtingudes en tasques cognitives elementals, que no tenen, aparentment contingut intel·lectiu. A més, s'han trobat relacions amb els potencials evocats cerebrals i altres correlacions físiques. Aquesta evidència de les correlacions biològiques de ‘g’ sosté el punt de vista de que ‘g’ no es un artefacte metodològic, sinó un fenomen natural. No obstant, la naturalesa causal de ‘g’, no es coneix en si mateixa i encara no es totalment compresa científicament.
Hi ha autors que van introduir noves perspectives amb relació a les capacitats cognitives i no estaven d'acord amb el model jeràrquic de la intel·ligència, entenen que existia un factor g que dominava tot els altres factors del grup, per exemple Thurstone planteja el model multifactorial de les capacitats cognitives en el que considera que els factors de grup actuen de forma independent i estan relacionats entre si, segons les exigències de les tasques a resoldre.